# Uwe Blotenberg
Uwe Blotenberg (Frellstedt, 4 mei 1945) is een voormalig Duits voetballer.
Blotenberg voetbalde aanvankelijk als jeugdspeler bij Borussia Mönchengladbach en was later als amateur aan deze vereniging verbonden. In 1967 tekende hij een contract bij Roda JC in Nederland. In zijn eerste seizoen werd hij topscorer van de Tweede divisie en ook in zijn tweede seizoen wist hij geregeld het net te vinden. In 1969 werd de aanvaller aangetrokken door FC Twente, dat uitkwam in de Eredivisie. Voor de winterstop had hij nog geregeld een basisplaats, maar in het verdere verloop van het seizoen kwam hij enkel nog als invaller binnen de lijnen. Blotenberg scoorde drie doelpunten in 26 officiële wedstrijden voor FC Twente. In de zomer van 1970 vertrok hij naar Fortuna Köln in de Duitse Regionalliga.
In 1972 keerde Blotenberg terug naar Nederland en tekende hij een contract bij Fortuna SC. In 1974 liep hij met deze club in de nacompetitie van de Eerstedivisie promotie ternauwernood mis. In januari 1975 werd Blotenberg door Fortuna uitgeleend aan FC Wageningen. Ook Blotenberg kon echter degradatie van de Wageningers aan het eind van het seizoen 1974/1975 niet voorkomen. Een half jaar later tekende hij een overeenkomst bij SK Tongeren in de Belgische Tweede klasse, waarvoor hij één jaar speelde. Hierna zette hij een punt achter zijn loopbaan in het betaalde voetbal.

## Carrièrestatistieken
| Seizoen         | Club                     | Land            | Competitie       | Competitie | Competitie | Beker | Beker | Internationaal | Internationaal | Overig | Overig | Totaal | Totaal |
| Seizoen         | Club                     | Land            | Competitie       | Wed.       | Dlp.       | Wed.  | Dlp.  | Wed.           | Dlp.           | Wed.   | Dlp.   | Wed.   | Dlp.   |
| --------------- | ------------------------ | --------------- | ---------------- | ---------- | ---------- | ----- | ----- | -------------- | -------------- | ------ | ------ | ------ | ------ |
| 1963/64         | Borussia Mönchengladbach | Duitsland       | 2. Oberliga West | –          | –          | –     | –     | 0              | 0              | 0      | 0      | –      | –      |
| 1964/65         | Borussia Mönchengladbach | Duitsland       | 2. Oberliga West | –          | –          | –     | –     | 0              | 0              | –      | –      | –      | –      |
| 1965/66         | Borussia Mönchengladbach | Duitsland       | Bundesliga       | –          | –          | –     | –     | 0              | 0              | 0      | 0      | –      | –      |
| 1966/67         | Borussia Mönchengladbach | Duitsland       | Bundesliga       | –          | –          | –     | –     | 0              | 0              | 0      | 0      | –      | –      |
| 1967/68         | Roda JC                  | Nederland       | Tweede divisie   | –          | 28         | –     | 2     | 0              | 0              | 0      | 0      | –      | 30     |
| 1968/69         | Roda JC                  | Nederland       | Tweede divisie   | –          | 24         | –     | 0     | 0              | 0              | 0      | 0      | –      | 24     |
| 1969/70         | FC Twente                | Nederland       | Eredivisie       | 22         | 3          | 2     | 0     | 2              | 0              | 0      | 0      | 26     | 3      |
| 1970/71         | Fortuna Köln             | Duitsland       | 2. Bundesliga    | –          | –          | –     | 0     | 0              | 0              | 0      | 0      | –      | –      |
| 1971/72         | Fortuna Köln             | Duitsland       | 2. Bundesliga    | –          | –          | –     | 0     | 0              | 0              | 0      | 0      | –      | –      |
| 1972/73         | Fortuna SC               | Nederland       | Eerste divisie   | –          | 14         | 1     | 1     | 0              | 0              | 0      | 0      | –      | 15     |
| 1973/74         | Fortuna SC               | Nederland       | Eerste divisie   | –          | –          | –     | 0     | 0              | 0              | 0      | 0      | –      | –      |
| 1974/75         | Fortuna SC               | Nederland       | Eerste divisie   | –          | –          | –     | 0     | 0              | 0              | 0      | 0      | –      | –      |
| 1974/75         | → FC Wageningen          | Nederland       | Eredivisie       | –          | –          | –     | 1     | 0              | 0              | 0      | 0      | –      | –      |
| 1975/76         | Fortuna SC               | Nederland       | Eerste divisie   | –          | –          | –     | 0     | 0              | 0              | 0      | 0      | –      | –      |
| 1975/76         | KSK Tongeren             | België          | Tweede klasse    | –          | –          | –     | –     | 0              | 0              | 0      | 0      | –      | –      |
| 1976/77         | KSK Tongeren             | België          | Tweede klasse    | –          | –          | –     | –     | 0              | 0              | 0      | 0      | –      | –      |
| Carrière totaal | Carrière totaal          | Carrière totaal | Carrière totaal  | –          | –          | –     | 4     | 2              | 0              | 0      | 0      | –      | –      |

## Erelijst
Borussia Mönchengladbach
| Nationaal        |    |         |
| 2. Oberliga West | 1x | 1964/65 |

 Roda JC
| Individueel              |    |              |
| Topscorer Tweede divisie | 1x | 1967/68 (28) |